# 라이 (음악)
라이(아랍어: راي)는 19세기 알제리 오랑에 거주하던 베두인족 양치기들로부터 유래된 음악이다. 보통 스페인, 프랑스와 아랍의 음악형식이 섞여 있다. 라이의 가사들은 대체로 유럽의 식민 지배, 질병 등과 같은 사회 문제들을 다룬다.

## 관련 논문
- 정지용, 〈알제리 대중음악 라이Rai에 나타난 저항의 역사〉, 《불어불문학연구》 78, 한국불어불문학회, 2009년
- 임성희·권호종, 〈알제리 민족음악 담론과 라이〉, 《국제문화연구》 11-2, 조선대학교 국제문화연구원, 2018년

## 같이 보기
- 아랍 음악